# Louis Gilavert
Louis Gilavert, né le 1er janvier 1998 à Corbeil-Essonnes, est un athlète français spécialiste du 3 000 m steeple.

## Biographie

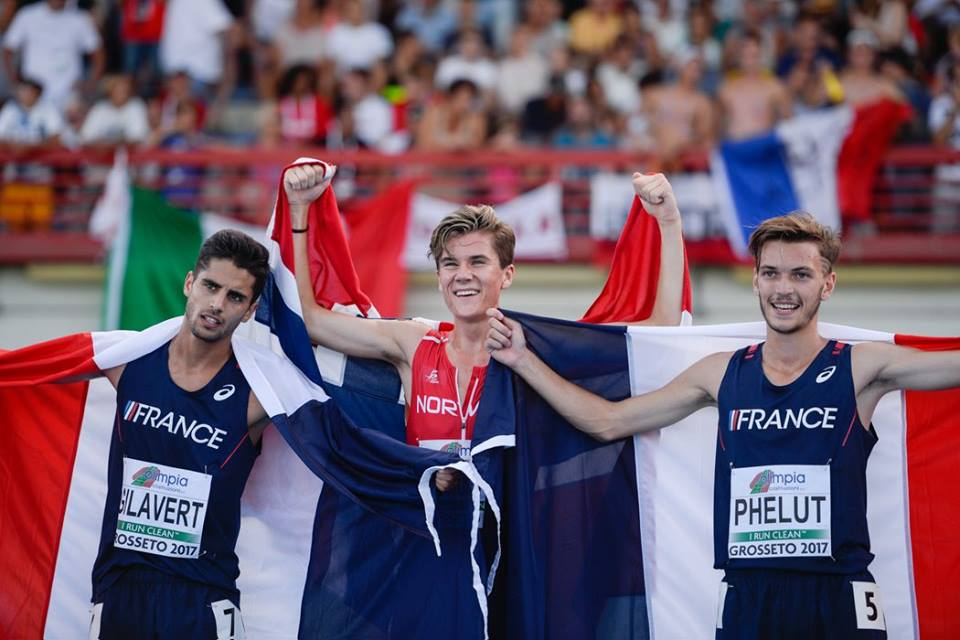
Podium des championnats d'Europe juniors 2017.

Le 27 mai 2017 à Oordegem, Louis Gilavert établit un nouveau record de France junior du 3 000 m steeple en 8 min 38 s 84. Toujours en 2017, il est médaillé de bronze aux championnats d'Europe juniors derrière le Norvégien Jakob Ingebrigtsen et son compatriote Alexis Phelut. Il est également médaillé de bronze en individuel et médaillé d'argent par équipes dans la catégorie junior lors des championnats d'Europe de cross-country.
Lors des championnats d'Europe de cross-country 2018, dans la catégorie espoirs, il remporte la médaille d'or par équipes après avoir pris la 9e place en individuel.
En 2021, il participe à l'épreuve du 3 000 m steeple des Jeux olympiques de Tokyo, s'inclinant dès les séries.
Il est sacré champion de France du 5 km en 2022. Aux championnats d'Europe 2022 à Munich, il se classe 15e de la finale du 3 000 m steeple.
Il se classe 6e du 1 500 m lors des championnats d'Europe en salle 2023 à Istanbul.
Le 22 mai 2024 au Meeting de Marseille, il porte son record personnel à 8 min 13 s 47 et réalise les minima de qualification pour les Jeux olympiques de 2024.

## Palmarès

### International
| Date | Compétition                            | Lieu     | Résultat | Épreuve             | Temps         |
| ---- | -------------------------------------- | -------- | -------- | ------------------- | ------------- |
| 2017 | Championnats d'Europe juniors          | Grosseto | 3e       | 3 000 m steeple     | 8 min 57 s 12 |
| 2017 | Championnats d'Europe de cross-country | Šamorín  | 3e       | Individuel juniors  | 18 min 45 s   |
| 2017 | Championnats d'Europe de cross-country | Šamorín  | 2e       | Par équipes juniors | —             |
| 2018 | Championnats d'Europe de cross-country | Tilbourg | 9e       | Individuel espoirs  | 24 min 11 s   |
| 2018 | Championnats d'Europe de cross-country | Tilbourg | 1er      | Par équipes espoirs | —             |
| 2019 | Championnats d'Europe espoirs          | Gävle    | 6e       | 3 000 m steeple     | 8 min 48 s 28 |
| 2022 | Championnats d'Europe                  | Munich   | 15e      | 3 000 m steeple     | 8 min 39 s 62 |
| 2023 | Championnats d'Europe en salle         | Istanbul | 6e       | 1 500 m             | 3 min 39 s 54 |

### National
- Championnats de France d'athlétisme :
  - 3 000 m steeple : 2e en 2022 ; 3e en 2020, 2021, 2022 et 2024
- Championnats de France d'athlétisme en salle :
  - 1 500 m : 2e en 2025
  - 3 000 m : 2e en 2023 ; 3e en 2020
- Championnats de France du 5 kilomètres :
  - Champion en 2022

## Records
| Épreuve         | Temps         | Lieu     | Date         |
| --------------- | ------------- | -------- | ------------ |
| 1 500 m         | 3 min 32 s 25 | Paris    | 20 juin 2025 |
| 3 000 m steeple | 8 min 11 s 49 | Oordegem | 9 août 2025  |